# La viejecita
La viejecita es una zarzuela cómica en un acto, dividido en dos cuadros, en verso, con música de Manuel Fernández Caballero y libreto de Miguel Echegaray. Se estrenó en el Teatro de la Zarzuela de Madrid, el 30 de abril de 1897.

## Personajes
| Personaje                                                     | Tesitura     | Reparto del estreno, 30 de abril de 1897 |
| ------------------------------------------------------------- | ------------ | ---------------------------------------- |
| Carlos, oficial del ejército, enamorado de Luisa              | mezzosoprano | Lucrecia Arana                           |
| Luisa, sobrina del Marqués y enamorada de Carlos              | soprano      | Concepción Segura                        |
| Fernando, oficial amigo de Carlos                             | barítono     | José Moncayo                             |
| Federico, pretendiente de Luisa                               | tenor        | Sr. Pardo                                |
| Marqués, tío de Luisa y protector de su pretendiente Federico | barítono     | José Sigler                              |
| Don Manuel, hermano del Marqués                               | tenor        | Juan Orejón                              |
| Sir Jorge, capitán del ejército inglés                        | barítono     | Julián Romea                             |